# Wólka Waniewska
Wólka Waniewska – wieś w Polsce położona w województwie podlaskim, w powiecie białostockim, w gminie Łapy. W latach 1975−1998 miejscowość administracyjnie należała do województwa białostockiego.
W czasie okupacji niemieckiej w Polsce, część mieszkańców Niemcy przeznaczyli do pracy przymusowej w obozach pracy. W maju 1942 z Wólki Waniewskiej wyznaczono w tym celu 3 osoby. 
4 sierpnia 1944 Niemcy spacyfikowali wieś. Zamordowano 6 osób i spalono zabudowania. Przyczyną pacyfikacji była pomoc i przechowywanie Żydów przez rodzinę Kaczkowskich. 
W sierpniu 1944, miejscowa ludność z okolicznych wsi schroniła się w lesie pod Wólką Waniewską. 6 sierpnia 1944 miejsce schronienia wykrył oddział zwiadowczy niemieckiego SS, mordując na miejscu 61 osób. Ocalała 1 osoba, która uciekła poza kordon SS, trzy inne osoby udawały martwe i przeleżały wśród pomordowanych do czasu odejścia oddziałów SS. Zwłoki pomordowanych pochowano na cmentarzach w pobliskim Kobylinie, Płonce Kościelnej i Waniewie. Na miejscu zbrodni postawiono pamiątkowy obelisk.
W Wólce Waniewskiej znajdują się m.in. gospodarstwo agroturystyczne oraz rzeźnia. Wieś liczy ok. 70 domów. 
Wierni kościoła rzymskokatolickiego należą do parafii Najświętszego Serca Jezusowego w Bokinach.